# Châteauneuf (Pierre Réveillon)
Pour les articles homonymes, voir Châteauneuf et Châteauneuf (acteur).
Pierre Réveillon dit Châteauneuf est un acteur français du XVIIe siècle.

## Biographie
Il faisait partie de la troupe de Charles Dufresne lorsque Molière la rejoint en 1645. Il y reste jusqu'à sa mort, survenue en 1656, au moment du passage de la troupe à Pézenas. Il possédait une somptueuse collection d'habits de scène, qui convenait à ses rôles de jeune premier.
Sa fille, Catherine, plus ou moins adoptée par la troupe, est mise en apprentissage chez une maîtresse couturière en 1663. Elle se marie le 24 janvier 1673, en présence de Molière.
Son fils, Henry de Châteauneuf, est engagé au service de la Troupe en tant que concierge et responsable du bon ordre : le 1er janvier 1673, la Troupe lui offre un pistolet afin de l'aider à maintenir l'ordre.
En 1652, alors que la troupe de Molière est à Lyon, Pierre Réveillon devient le parrain d'Anne, fille du sieur François [Delisle].